# Transport de troupes (navire)

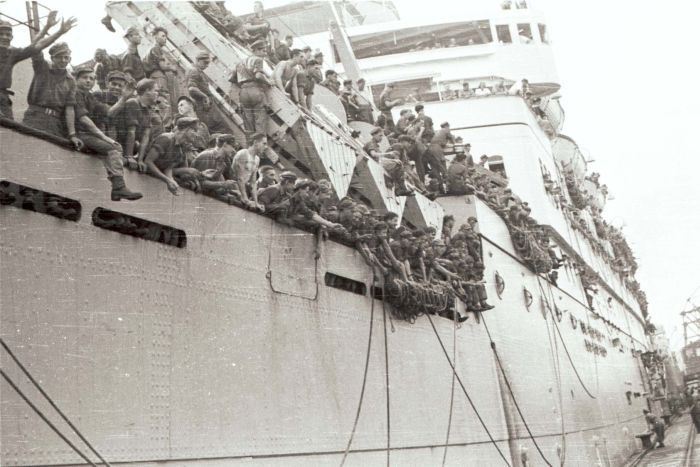
Soldats néerlandais sur le MS. Boissevain à l'arrivée au port de Tanjung Priok

Un navire transport de troupes, comme son nom l'indique, est un bâtiment qui transporte des militaires aussi bien en temps de paix ou de guerre. Ce type de navire est comparable à un paquebot, mais il est conçu (ou ré-aménagé) pour le transport de soldats. Ce type de navire n'est pas à confondre avec les chalands de débarquement ou avec un transport de chalands de débarquement.
Si ces navires ne sont, au départ, que des navires civils loués ou réquisitionnés, et plus ou moins aménagés, ils donneront lieu à l'apparition de navires spécialisés dans ce rôle. Actuellement, les navires affectés à la projection de forces sont des hybrides caractéristiques, bien que la réquisition de navires civils soit toujours prévue.

## Histoire

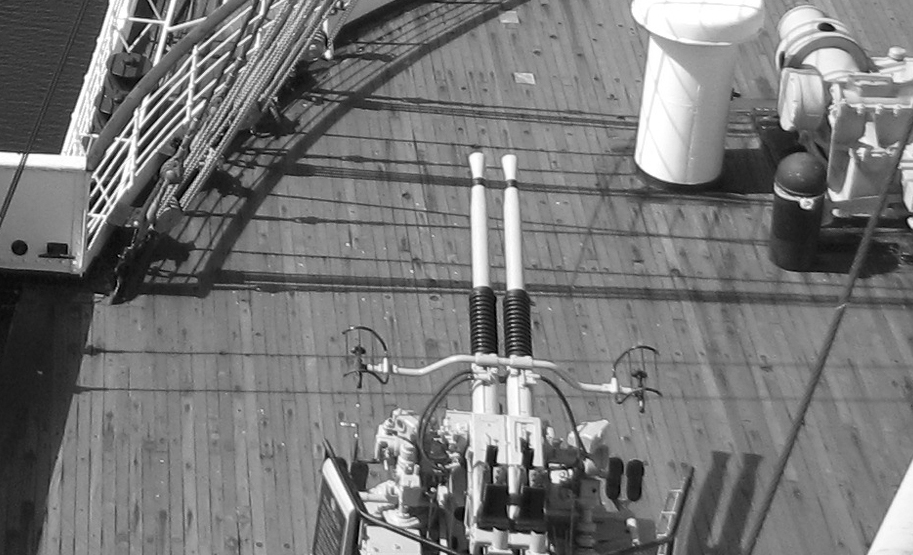
Canons installés sur le lorsqu'il a été converti en transport de troupe.

L'utilisation de navires afin de transporter des soldats remonte à l'Antiquité. L'histoire décrit dans la Rome antique de petits navires, les Navis lusoria, propulsés par rame et voile. Ils ont été utilisés pour transporter des troupes du Rhin au Danube.
L'histoire des transports de troupe est une histoire liée au navire civil de transport de passagers comme les paquebots. Au XIXe siècle, lors de conflits, si le matériel disponible au sein des forces navales pour le transport de troupes était jugé insuffisant, les marines louaient ou réquisitionnaient des navires civils. Au XIXe siècle les marines incluaient à leur service des paquebots. Au XXe siècle les paquebots employés à cet usage étaient modifiés avant d'être admis au service actif. Ils étaient peints en gris pour les rendre moins voyants par l'aviation et ils étaient armés souvent de canons antiaériens. Les paquebots avaient un avantage important, leur vitesse. En effet, à l'origine ils étaient conçus pour minimiser le temps de voyage, ce qui s'avèrerait un avantage pour distancer des sous-marins et des croiseurs ennemis de surface. C'est grâce à sa vitesse élevée que le HMT Olympic réussit durant la Seconde Guerre mondiale à couler un U-boot en l’éperonnant. Les paquebots plus petits ou plus vieux avec des performances plus faibles étaient protégés en opérant en convois.

## DuMoyen Âgeà la fin de la marine à voile
Transport de troupes et croisade. Cf Flotte de l'Ordre du Temple
Transport de troupes et guerres outre-mer sous l'Ancien Régime.
L'exemple de la conquête de l'Île-de-France.
L'exemple de la guerre de Morée.

## Durant les deux guerres mondiales

### Première Guerre mondiale
Gallipoli.
Traversée de l'Atlantique.

### Seconde Guerre mondiale
Durant la Seconde Guerre mondiale, des transports de troupes furent spécialement aménagés pour servir pendant les opérations de combat, en particulier dans le Pacifique. Rangés dans la catégorie des "transports d'assaut", ils étaient destinés à apporter des troupes et leur matériel au plus près des combats. Pour cela, ils étaient équipés d'engins de débarquement et d'artillerie principalement anti-aérienne. On citera, entre autres, les cargos de la classe Haskell (en) de l'US Navy. Basés sur le modèle des Victory ships, ils étaient capables de mettre à terre   1 500 hommes et leur matériel, grâce à leurs 2 LCM, 12 LCVP et LCPU. Leur armement, comprenait un canon de 127 mm (utilisable contre des cibles marines ou aériennes) et une vingtaine de pièces plus légères (40 mm et 20 mm).

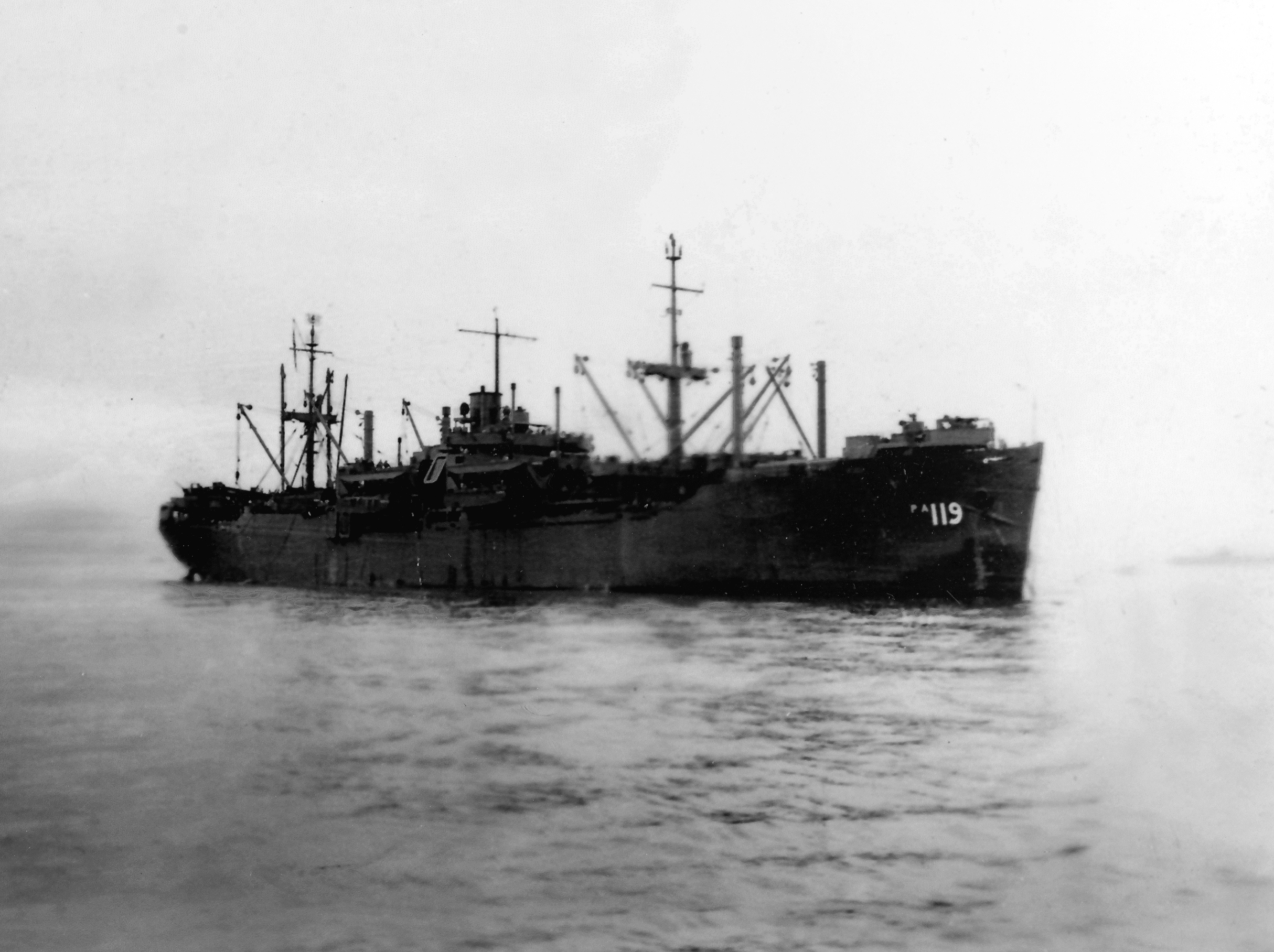
USS Highlands (APA-119), transport d'assaut de la classe Haskell. Il participe au débarquement sur Iwo-Jima.
Soldats à bord du transport de troupes SS Pennant, novembre 1942.
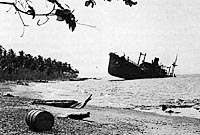
Transport de troupes japonais échoué; mortellement blessé par l'aviation durant la Seconde Guerre mondiale.
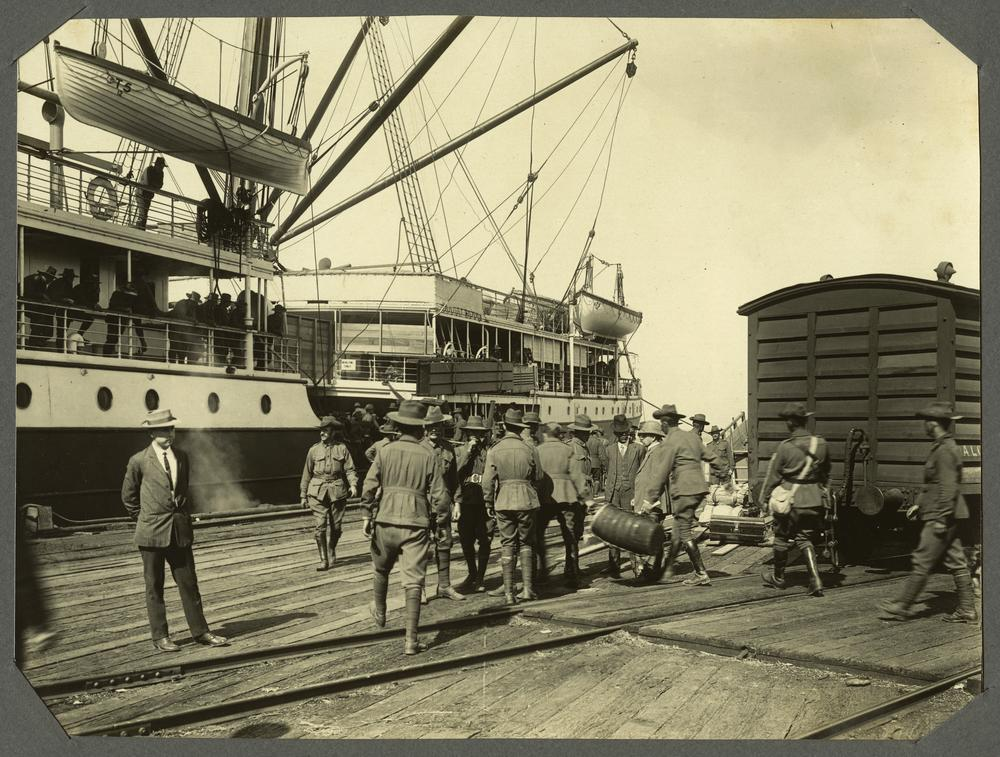
Embarquement de soldats sur un transport de troupes à Brisbane en 1914.

La plupart des armées modernes durant le XIXe siècle et début XXe subventionnaient les compagnies maritimes pour s'assurer la disponibilité de navires civils pouvant être convertis à cet usage en cas de guerre. Ainsi le gouvernement britannique a subventionné la Cunard et la White Star Line, plus particulièrement pour la construction des RMS Mauretania, RMS Aquitania, RMS Olympic, RMS Britannic.
Le RMS Queen Mary et le RMS Queen Elizabeth sont les deux navires les plus célèbres pour leur conversion en transport de troupes durant la Seconde Guerre mondiale. Une fois reconvertis, ils pouvaient transporter jusqu’à 10 000 soldats chacun.

## Désignation
La marine britannique utilise l'acronyme HMT (His/Her Majesty's Troopship) qui est remplacé par RMS (Royal Mail Steamship) ou SS (Steamship) pour les bâtiments reconvertis à cet usage. Les États-Unis n'ont pas de désignation spécifique.

## Transports de troupes, de la Guerre froide à l'heure actuelle

### Sur le plan stratégique

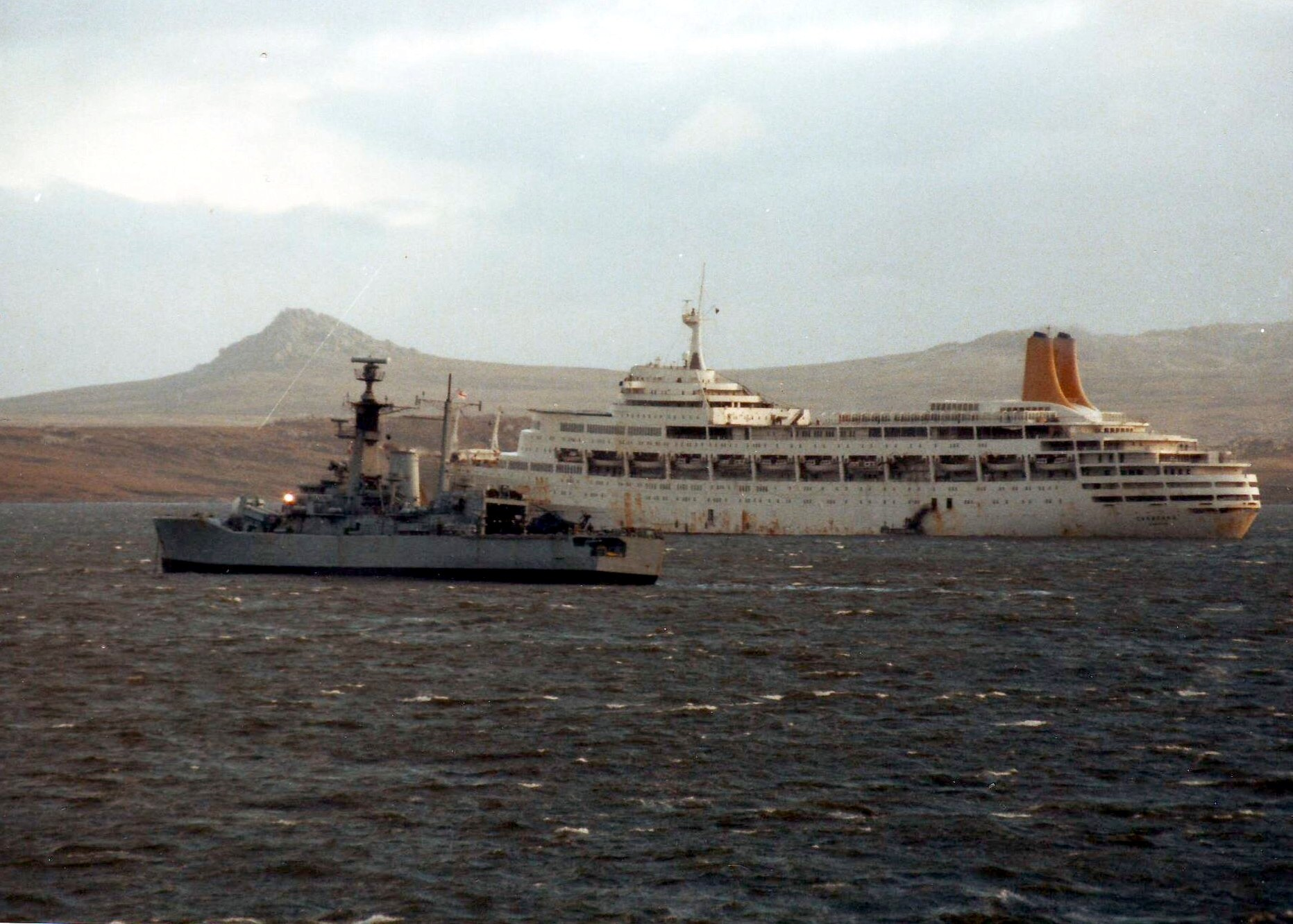
Le SS Canberra avec une frégate de la Royal Navy devant Port Stanley après la reddition des forces argentines en 1982. Il reconduisit celles-ci dans leur pays.

Durant la guerre froide, les États-Unis prévoient, si besoin en cas de guerre, la conversion du paquebot SS United States.
Plus récemment, le RMS Queen Elizabeth 2 et le SS Canberra avaient été réquisitionnés pour la guerre des Malouines en 1982.
De nos jours, les armées privilégient généralement la voie aérienne pour transporter leurs troupes sur de longues distances, mais le transport maritime est encore très largement prédominant pour le transport du matériel et de fournitures.

### Sur le plan tactique
La doctrine américaine est restée sur l'utilisation de navires spécialisés. Avec le développement de l'arme aérienne, le transport de troupe est devenu un porte-aéronefs comme ceux de la classe Tarawa.
Les autres marines ont décliné le même concept, donnant, par exemple, les classes Ouragan et Mistral de la Marine nationale.

## Navires remarquables
- USS Agamemnon (ex Kaiser Wilhelm II)
- HMT Aquitania
- HMS Birkenhead
- SS Cap Arcona
- RMS Carmania
- USAT Dorchester
- SS Great Eastern
- USS Henry R. Mallory
- USS Leviathan (ex Vaterland)
- RMS Laconia
- HMT Lancastria
- HMT Mauritania (Sister-ship du  RMS Lusitania)
- SS Mendi
- HMT Olympic (Sister-ship du RMS Titanic )
- SS Orontes
- HMS Otranto
- SS Oxfordshire
- HMS Tamar
- USS Von Steuben (ex Kronprinz Wilhelm)
- HMT Rohna
- Le Sequana
- Le Sidi Bel Abbès